# Зуївська волость (Миргородський повіт)
Зуївська волость — історична адміністративно-територіальна одиниця Миргородського повіту Полтавської губернії з центром у селі Зуївці.
Старшинами волості були:
- 1900 року запасний унтер-офіцер Федір Омельянович Іващенко[1];
- 1904 року козак Семен Дем'янович Коробка[2];
- 1913 року Яким Мусійович Субота[3];
- 1915 року Євдоким Дмитрович Шостак[4].